# Hans Klerk
Hans Klerk (Klärich), född 21 januari 1607 i Örebro, död 9 november 1679 i Stockholm, var en svensk amiral.

## Biografi
Hans Klerk var son till kaptenen William Clerck, som inkom till Sverige 1606 med ett värvat skotskt regemente. Han var 1632 konstapel och 1633 fänrik vid amiralitetsartilleriet. Han befordrades 1634 till löjtnant och 1637 till kapten. 1638–1668 var han chef för uppstädernas bösseskyttskompani, 1650–1668 tygmästare vid amiralitetet och fungerade 1653–1658 som kommendant på Vaxholms fästning. Han adlades 1648 Clerck och deltog för adelsståndet vid riksdagarna 1649, 1650, 1652, 1654, 1660, 1664 och 1672 samt utskottsmötet 1651. Klerk befordrades 1658 till major förde befälet över tre fartyg som under hösten sändes från Stockholm till Öresund och deltog i Slaget i Öresund. Senare var han kommenderad ombord på eskaderchefen Carl Gustaf Wrangels fartyg Viktoria och i början av 1659 i stormningen av Köpenhamn. Klerk blev 1664 befordrad till amirallöjtnant, 1668 till holmamiral och blev 1674 amiralitetsråd. I samband med flottans misslyckande i samband med skånska kriget 1676 tillsattes en kommissorialrätt för att rannsaka över Klerk ansvar för misslyckandet. Domstolen ansåg honom som delvis ansvarig, men han undgick att dömas för något, och behöll posten som holmamiral fram till sin död. Efter hans död lämnades posten obesatt.